# Vinnai Thandi Varuvaya
Pour plus de détails, voir Fiche technique et Distribution.
Vinnai Thandi Varuvaya (en Tamoul « விண்ணைத்தாண்டி வருவாயா », en français « Peux-tu traverser le ciel et venir »), est un film réalisé par Gautham Menon, sorti en 2010.

## Synopsis
Kartik aura son coup de foudre en voyant pour la première Jessi, une fille qui habite juste au-dessus de chez lui, dont il va tomber amoureux. Il essaiera donc de la séduire, sachant qu'elle est Malayalam chrétienne, et en plus qu'elle a un an de plus que lui. Jessi essaie de l'éviter car elle est consciente que ses parents seront jamais d'accord de se marier avec homme tamoul hindouiste et qui est plus jeune qu'elle. De plus Kartik a une autre rêve : devenir un réalisateur. Et Jessi a horreur d'aller au cinéma et n'a vu que 5 films dans sa vie.

## Fiche technique
- Titre : Vinnaithaandi Varuvaayaa
- Titre original : விண்ணைத்தாண்டி வருவாயா
- Réalisation : Gautham Menon
- Scénario : Gautham Menon
- Musique : A. R. Rahman
- Photographie : Manoj Paramahamsa
- Montage : Anthony
- Production : Ganesh Janardhanan, Jayaraman, Elred Kumar et P. Madan
- Société de production : Escape Artists Motion Pictures, R. S. Infotainment et Two 95 Productions
- Pays de production :  Inde
- Genre : Drame et romance
- Durée : 157 minutes
- Date de sortie : 
  - Inde : 26 février 2010

## Distribution
- Silambarasan Rajendar : Karthik Sivakumar
- Trisha Krishnan : Jessie Thekekuttu
- Ganesh Janardhanan : Ganesh
- K. S. Ravikumar : lui-même
- Naga Chaitanya : lui-même
- Samantha Ruth Prabhu : Nandhini
- Raja Krishnamoorthy : Sivakumar
- Babu Antony : Joseph Thekekuttu
- Sathiya : Jerry Thekekuttu
- Uma Padmanabhan : Mme. Sivakumar
- Lakshmy Ramakrishnan : Teresa Thekekuttu
- Trisha Alex : sœur de Katrik
- Janani Iyer : assistant réalisateur